# Neal Dow
Neal Dow (ur. 20 marca 1804 w Portland, zm. 2 października 1897 tamże) – amerykański żołnierz i polityk, kandydat na prezydenta.

## Życiorys
Urodził się 20 marca 1804 w Portland w rodzinie kwakrów. Obserwacja powszechnej biedy i alkoholizmu w Portland, spowodowała ewolucję jego poglądów w kierunku abstynencji. W 1838 roku założył Unię Abstynencji Maine. W latach 1851–1858 pełnił funkcję burmistrza Portland i w pierwszym roku jego urzędowania uchwalono pierwszą ustawę prohibicyjną. Równocześnie działał na rzecz zniesienia niewolnictwa Afroamerykanów. W 1861 roku powołał 13. ochotniczy regiment, by wziąć udział w wojnie secesyjnej. Dosłużył się stopnia generała brygady, a pod koniec wojny dostał się do niewoli i spędził 9 miesięcy w więzieniu w Richmond. Po zakończeniu walk, wznowił działalność antyalkoholową i wystartował w wyborach prezydenckich w 1880 roku, jako kandydat Partii Prohibicji. Uzyskał 10 305 głosów powszechnych. Zmarł 2 października 1897 w Portland.